# 포크너 대학교
포크너 대학교(Faulkner University)는 미국 앨라배마주 몽고메리에 위치한 사립 기독교 학교이다. 그리스도의 교회와 연계하고 있다.

## 역사
1942년에 렉스 터너 박사, 르나르도 존슨 박사, 조 그리어에 의해 몽고메리 성경학교(Montgomery Bible School)라는 교명으로 설립되었다. 1953년, 이 학교의 교명은 앨라배마 크리스천 칼리지(Alabama Christian College, ACC)로 변경되었다. 1965년, 이 칼리지는 애틀란타 하이웨이의 현재의 위치로 이동되었다. 1975년에 모빌 (앨라배마주), 헌츠빌 (앨라배마주), 버밍햄에 위성 캠퍼스들을 두기 시작했다. 1985년, 이 학교의 교명은 장기간의 지원자 제임스 H. 포크너의 영예를 기리기 위해 포크너 대학교로 변경되었다.